# Réserve nationale de faune de la Pointe-Prince-Edward
La réserve nationale de faune de la Pointe-Prince-Edward (anglais : Prince Edward Point National Wildlife Area) est une aire protégée du Canada et l'un des 10 réserves nationales de faune située dans la province de l'Ontario. Elle est aussi connue sous le nom de Prince Edward Point Bird Observatory et est reconnu comme un important lieu d'observation de la faune aviaire. Celle-ci est située dans le comté du Prince-Édouard en Ontario.

## Description
Cette réserve est depuis 1960 considérée comme une aire importante pour les oiseaux migrateurs, plus spécifiquement les passereaux et certains rapaces. Plus de 300 espèces d’oiseaux ont été recensées dans cette zone, dont des oiseaux chanteurs, des oiseaux aquatiques, des hiboux et des faucons. 33 espèces en péril inscrites à la Loi sur les espèces en péril du gouvernement fédéral ont été recensées.